# Relja Bašić
Relja Bašić (ur. 14 lutego 1930 w Zagrzebiu, zm. 7 kwietnia 2017 tamże) – chorwacki i jugosłowiański aktor.

## Życiorys
Jego kariera trwała ponad pół wieku. Po raz pierwszy pojawił się na ekranie w 1954 w klasycznym obrazie Koncert. Przez dziesiątki lat grał różne role, często w koprodukcjach międzynarodowych. Nigdy nie stał się gwiazdą, ale pozostał jednym z najbardziej rozpoznawalnych aktorów charakterystycznych. Jego specjalnością były role arystokratycznych złoczyńców, zwłaszcza w historycznych filmach o II wojnie światowej. Najlepiej pamiętany z roli Pana Fulir w kultowej komedii muzycznej Tko pjeva zlo ne misli z 1970 roku.

W latach 90. XX wieku Relja Basic został entuzjastycznym zwolennikiem Chorwackiej Partii Socjalliberalnej. Podczas wyborów parlamentarnych w 1992 roku startował jako kandydat tej partii w jednym z okręgów w Zagrzebiu. Przegrał walkę o mandat z Nedjeljko Mihanović’em z HDZ w kontrowersyjnych okolicznościach. Kilka miesięcy później, wszedł po wyborach do wyższej izby parlamentu Chorwacji.
W 1995 odznaczony Orderem Chorwackiej Jutrzenki, a 6 października 2004 roku uhonorowany tytułem Artysty UNESCO na rzecz Pokoju.

## Filmografia
- Libertas 2006
- Heimkehr 2004
- Ispod crte 2003
- Kanjon opasnih igara 1998
- Transatlantik 1998
- Puska za uspavljivanje 1997
- Krsnjavi 1993
- The Pope Must Die 1991
- Čarobna tikva 1991
- Ljeto za sjecanje 1991
- Honor Bound 1988
- Antycasanova (Anticasanova) 1985
- Ljubavna pisma s predumisljajem 1985
- Wallenberg: A Hero’s Story 1985
- Bis später, ich muss mich erschiessen 1984
- Memed My Hawk 1984
- Un Foro nel parabrezza 1983
- Moj tata na određeno vreme 1982
- Ne naginji se van 1977
- Izbavitelj 1976
- Kuća 1975
- Piąta ofensywa (Sutjeska) 1973
- Walter broni Sarajewa (Valter brani Sarajevo) 1972
- Lov na jelene 1972
- La Corta notte delle bambole di vetro 1971
- Kto śpiewa – nie grzeszy (Tko pjeva zlo ne misli)
- Togetherness 1970
- Gott mit uns 1969
- Meteor 1969
- Divlji andjeli 1969
- Most 1969
- 2 mamy, 2 ojców (Imam dvije mame i dva tate) 1968
- Flammes sur l’Adriatique 1968
- Ženidba gospodina Marcipana 1963
- Il Capitano di ferro 1962
- Powrócę (Vratiću se) 1957
- Opsada 1956
- Milioni na otoku 1955
- Koncert 1954